# Fuchunjiang Shuiku
Fuchunjiang Shuiku (kinesiska: 富春江水库) är en reservoar i Kina. Den ligger i provinsen Zhejiang, i den östra delen av landet, omkring 100 kilometer sydväst om provinshuvudstaden Hangzhou. Fuchunjiang Shuiku ligger 20 meter över havet. Arean är 33 kvadratkilometer. I omgivningarna runt Fuchunjiang Shuiku växer i huvudsak blandskog. Den sträcker sig 52,4 kilometer i nord-sydlig riktning, och 19,3 kilometer i öst-västlig riktning.
Följande samhällen ligger vid Fuchunjiang Shuiku:
- Lanxi (73 706 invånare)

Genomsnittlig årsnederbörd är 2 196 millimeter. Den regnigaste månaden är juni, med i genomsnitt 436 mm nederbörd, och den torraste är januari, med 75 mm nederbörd.